# قائمة زملاء الجمعية الملكية المنتخبين في 1991
هذه الصفحة تعرض قائمة زملاء الجمعية الملكية المُنتخبين لعام 1991.

## الزملاء
- لابتشي تسوي
- جوفيند سواروب
- George Owen Mackie [الإنجليزية]‏
- ليزلي فالينت
- Chris R. Somerville [الإنجليزية]‏
- John Murrell (chemist) [الإنجليزية]‏
- Kenneth Walters [الإنجليزية]‏
- بريان تشارلزورث
- David Stewart Jenkinson [الإنجليزية]‏

## الأعضاء الأجانب
- دويليو أريجوني